# Videoland
Videoland is een video-on-demanddienst van RTL Nederland. Van 1984 tot en met 2010 was Videoland een Nederlandse winkelketen van videotheken. De VOD-dienst is in Luxemburg geregistreerd en valt onder het Luxemburgse wet- en regelgeving.

## Geschiedenis

### Videotheken

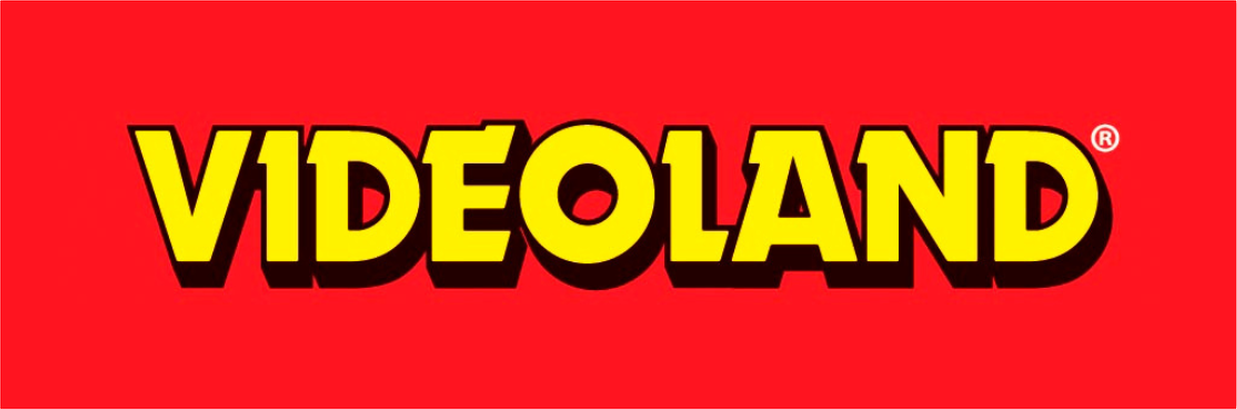
Logo Videotheken

De Videoland-winkelketen werd in Nederland opgericht door Nico Broersen en Gerard van Stijn, en opende haar eerste vestiging in 1984 in het Noord-Brabantse Bladel. Van 1992 tot en met 1996 was Philips, producent van onder andere videobanden, eigenaar van de keten, waarna het managementteam het beheer en eigendom overnam. De 200ste vestiging werd in 2004 geopend. Ook in België waren er destijds meerdere winkels onder die naam, maar behoorden niet bij de Nederlandse keten. In 2005 werd Videoland overgenomen door de Entertainment Retail Group (ERG), die ook eigenaar was van de keten MovieMAX, ERG had meer dan 600 winkels in de Benelux.

### Teloorgang
Tegen het einde van de jaren 00 van de 21e eeuw kwamen de videotheken onder druk te staan door de opkomst van video-on-demanddiensten. Videoland ging als winkelformule failliet in 2010. De formule en de franchiseketen werden toen door Moving Pictures Holding overgenomen van de Entertainment Retail Group. Er werd een nieuwe onderneming opgericht die de merken en franchiseketens van de Entertainment Retail Group, bestaande uit Videoland en MovieMax, ging beheren. Onder The Entertainment Group (TEG) was er sinds 2010 een video-on-demanddienst beschikbaar op verschillende smart-tv's genaamd Videoland on Demand en MovieMAX on Demand. Om gebruik te kunnen maken van deze dienst moest de kijker per film betalen. Enkele jaren later in 2015 begon Videoland met abonnementen te werken om te kunnen kijken. Per 2013 is de digitale tak van de keten verkocht door TEG aan RTL.

### Overname
Het Luxemburgse mediabedrijf RTL Nederland nam de digitale tak van Videoland in 2013 over van The Entertainment Group, waarna er honderden videotheken één voor één hun deuren sloten of het verhuren als nevenactiviteit gingen bedrijven.
Sinds begin 2014 kunnen programma's van de RTL-zenders (RTL 4, 5, 7 en 8) vooruit worden bekeken via Videoland nog voordat ze op televisie worden uitgezonden. Het eerste programma waarbij dit gebeurde was Divorce, later konden bijna alle RTL programma's, zoals Adam Zkt. Eva VIPS, Goede tijden, slechte tijden en Holland's Next Top Model, ook vooruit worden gekeken. Verder zijn er ook oudere RTL-series beschikbaar, alsmede aangekochte series en films. Elk jaar op 1 oktober lanceert Videoland een groot aantal Kerstfilms voor de komende kerstperiode.

### Exclusief
Sinds begin 2015 produceert RTL programma's die exclusief te zien zijn op Videoland, wat vaak wordt gepromoot met de subtitel by RTL. Het eerste programma dat exclusief voor Videoland werd geproduceerd was de serie Zwarte Tulp. Deze serie was echter zo succesvol dat in september 2015 werd besloten de serie alsnog op de televisie uit te zenden, op RTL 4.
Enkele programma's die aanvankelijk exclusief voor Videoland geproduceerd waren zijn later alsnog uitgezonden op televisie. Tevens gingen sommige programma's tegelijk, op televisie en op Videoland, in première. Hierbij is op televisie om de week een nieuwe aflevering en op Videoland al gelijk het gehele seizoen te zien.
In 2020 begon RTL met het aanbieden van live televisie via Videoland als proef. Nadat deze met tevredenheid werd afgerond werd het aanbieden van deze livestreams in 2021 verder uitgerold. Hierdoor kunnen gebruikers van Videoland niet alleen on demand films, series, documentaires en RTL-programma's kijken, maar ook live naar RTL 4, 5, 7, 8 of Z. Sinds 2021 zendt Videoland in januari, februari en maart de livestreams van Big Brother uit(deze livestreams werden voorheen uitgezonden via de site van Big Brother). 
Tijdens een evenement op 22 april 2022 maakte RTL de ambities, omtrent Videoland, voor de komende jaren bekend. Zo werden er nieuwe producties aangekondigd, zoals documentaires over André Hazes jr. en Akwasi en de dramaseries Sleepers, Europe by Train en Hockeyvaders. Daarnaast maakte Videoland bekend exclusieve samenwerkingen te zijn aangegaan met Nederlandse makers, waaronder Will Koopman, Nasrdin Dchar en Simon de Waal. Ook werden nieuwe seizoenen van bestaande RTL- en Videoland-producties aangekondigd die exclusief voor het platform ontwikkeld werden, zoals Holland's Next Top Model en Special Forces VIPS.

### Groei
In 2023 stopte RTL met de dienst RTL XL, waar mensen gratis programma's tot zeven dagen terug konden bekijken. De overgebleven content werd overgeheveld naar Videoland waar men sinds juni 2023 met het speciale tv-gemist pakket gratis RTL programma's tot 7 dagen terug kunnen kijken. Op 8 augustus 2023 werden de eerste halfjaarcijfers van 2023 gepubliceerd. In het eerste halfjaar van 2023 groeide het aantal Videoland-abonnees door met 17,5% tot 1,268 miljoen. Eerder bleek Videoland al de nummer 2 video on demand-dienst van Nederland, na het Amerikaanse Netflix maar voor andere buitenlandse partijen zoals Disney+, Viaplay en HBO Max.
De livestream van Glory Collision 6, met Rico Verhoeven tegen Tariq Osaro als hoofdgevecht, zorgde op 4 november 2023 voor meerdere records. Zo werden er meer dan een miljoen streams gestart, zorgde dit voor het hoogste aantal unieke gebruikers op één dag én het hoogste aantal nieuwe abonnees in 2023.
Eind 2023 kondigde RTL Nederland een samenwerking aan tussen de Efteling en Videoland. Met ingang van 4 december 2023 kwam er een aparte Efteling-omgeving binnen Videoland waar verschillende films en series omtrent de figuren van het pretpark te zien zijn. Ook worden er verschillende acties georganiseerd door beide partijen.

## Prijzen
- 2018: Hashtag Award in de categorie Beste Video on Demand met de serie Mocro Maffia.[22]
- 2020: The Best Social Award in de categorie Beste Positive Impact met de serie Bont Girl van Famke Louise
- 2020: The Best Social Award in de categorie Beste Lancering met de serie Bont Girl van Famke Louise.[23]
- 2021: The Best Social Award in de categorie Beste Positive Impact met de serie H3L.
- 2022: #Video Award in de categorie Beste Video on Demand met de serie Mocro Maffia.[24]
- 2022: #Video Award in de categorie Beste Streaming Platform.[25]